# Au (Gemeinde Bad Leonfelden)
Au ist der Name einer Einschicht in der Stadtgemeinde Bad Leonfelden im Mühlviertel in Oberösterreich.

## Lage
Die Einschicht hat die Adresse Hagauer Straße 27. Sie gehört zur Ortschaft Burgfried und zur Katastralgemeinde Leonfelden. Sie liegt auf einer Höhe von 696 m ü. A. im Leonfeldner Hochland.
Au befindet sich im Einzugsgebiet des Flusses Große Rodl. Südlich der Einschicht erstreckt sich ein als 37.395 m² große Ökofläche ausgewiesener feuchter Extensivwiesenkomplex mit Bürstlingsrasen und Bergmähwiese. In seinen feuchten Mulden gedeihen die Braun-Segge und der Flammende Hahnenfuß.
Mehrere meist mittelschwere Radtour-Strecken führen an der Einzelsiedlung vorbei: die 113,8 Kilometer lange Mühlviertler Hochland-Tour / Erwin’s Wadlbeißer-Tour, die 57,5 Kilometer lange Hoch-4-Runde, die 26 Kilometer lange Zwettler Runde und die 16,5 Kilometer lange Schenkenfelden-Runde.

## Geschichte
Au wurde im Jahr 1435 als Zagelau urkundlich erwähnt. Der Hof wurde im Josephinischen Lagebuch von 1787 als Bauer in der Au und im alten Grundbuch der Jahre 1790 bis 1793 als Bauerngut in der Au mit Inhäusl genannt. Die gegenüberliegende Mühle wurde in beiden Quellen als Mühle in der Au bezeichnet.